# Teoria chaosu (film 2005)
Teoria chaosu (ang. Chaos) – amerykańsko-kanadyjski film sensacyjny z 2005 roku w reżyserii Tony'ego Giglio.

## Opis fabuły
Pięciu zamaskowanych bandytów napada na bank. Błyskawicznie zjawia się policja i otacza budynek. Przywódca złodziei, Lorenz, żąda negocjatora. Wskazuje na Quentina Connersa – doświadczonego detektywa, który został zawieszony za nieudaną akcję, wskutek której zginął zakładnik – córka ważnej osobistości.
Przełożony Connersa zostaje zmuszony do odwieszenia detektywa i poproszenia go o pomoc. Conners wraca do służby z nowym, młodym partnerem.
Conners kontaktuje się z Lorenzem i rozpoczyna się proces negocjacji. Lorenz wydaje się bardzo spokojny, a jego słowa dość zagadkowe.
Po zakończeniu akcji i ucieczce złodziei okazuje się, że z banku niczego nie skradziono. Partner Connersa dopatruje się w tym głębszej afery i zaczyna skomplikowane śledztwo mające jakiś związek z "Teorią Chaosu".

## Główne role
- Jason Statham - Quentin Conners
- Ryan Phillippe - Shane Dekker
- Wesley Snipes - Lorenz/Jason York
- Henry Czerny - Kapitan Martin Jenkins
- Justine Waddell - Detektyw Teddy Galloway
- Nicholas Lea - Detektyw Vincent Durano
- Jessica Steen - Karen Cross
- John Cassini - Bernie Callo
- Damon Johnson - Brandon Dax
- Paul Perri - Harry Hume